# White Stars

Die White Stars im Hotel Fischerwirt, 1968

White Stars ist eine österreichische Schlager- und Tanzband.

## Bandgeschichte
Die drei Brüder Peter (* 13. März 1944; † 10. November 2018), Günther (* 19. September 1946) und Walter Reischl (* 5. Jänner 1948) sowie Joschi Scheucher (* 6. Jänner 1948) aus Graz gründeten im Jahr 1963 die White Stars. Der Name der Band beruht dabei auf dem Bühnenoutfit, das aus einer Kombination von damals kostengünstigen weißen Ärztehosen und weißen Hemden bestand.
Im Juni 1964 engagierte Wolfgang Reinprecht, der Chef vom Hotel Fischerwirt in Gratwein, die junge Tanzband. Über einen Zeitraum von elf Jahren spielten die mittlerweile bekannt gewordenen „Weißen Sterne“ vor stets ausverkauftem Haus. Beim „Fischerwirt“ 1974 stieg der jüngere Bruder Michael (* 21. Dezember 1954; † 29. April 2022) als Verstärkung in die Band ein. Radio, Fernsehen, Presse und die Plattenfirma Ariola wurden auf die Band aufmerksam.
Kurze Zeit später ging die Band auf Tournee. Nach einigen Singles kam die erste LP Lieder und Träume auf den Markt. 25 Alben, Singles und später auch CDs folgten. Über eine halbe Million Tonträger wurden verkauft. Ausgezeichnet wurde die Band in Österreich mit 11× Gold und 2× Platin. Sie trat in 200 Radiosendungen, 50 TV-Shows, z. B. Musikantenstadl, Tritsch Tratsch oder Österreich hat immer Saison auf. Die Band erhielt unter anderem das Goldene Ehrenzeichen des Landes Steiermark und der Stadt Graz sowie den Erzherzog-Johann-Award.
Fast alle Titel auf den Platten und CDs der „Schnulzenkaiser“, wie sie oft genannt werden, haben die Reischl-Brüder selbst geschrieben (z. B. Ich war nie ein Casanova). Walter und Michael Reischl, aber auch Werner und Bernd Reischl von Regenbogen schufen über 150 White-Stars-Kompositionen.
Im Jahr 1986 verließ Michael aus beruflichen Gründen die Gruppe und wurde von John Palier (ehemaliger Gitarrist der Popgruppe Opus) abgelöst. Aus demselben Grund musste auch Scheucher die Band verlassen; für ihn übernahm Gerhard Wiesenthaner das Schlagzeug.
Im Jahr 1994 entschlossen sich die White Stars, Abschied von der Bühne zu nehmen und nur mehr in TV-Shows zu spielen. Dieser Entschluss hielt bis zum Jahr 2003, das 40-jährige Jubiläum wurde mit einem neuen Album 40 Jahre – 40 Lieder gefeiert. Im Jahr 2013 war das Jubiläum 50 Jahre White Stars – besonders, weil die White Stars nach jahrelanger Pause zurück auf die Bühne kehrten und danach wieder mit Auftritten in Österreich unterwegs waren; und zwar bis zum Tod von Michael Reischl 2022 in derselben Formation wie in den Anfängen: Walter, Peter, Günther und Michael Reischl sowie Joschi Scheucher.

## Diskografie

Die erste LP: Lieder und Träume aus dem Jahr 1977

Die White Stars im Jahr 1979 am Grazer Schloßberg

### Alben
| Jahr | Titel                           | Höchstplatzierung, Gesamtwochen, AuszeichnungChartsChartplatzierungen (Jahr, Titel, Platzierungen, Wochen, Auszeichnungen, Anmerkungen) | Anmerkungen |
| Jahr | Titel                           | AT | Anmerkungen |
| ---- | ------------------------------- | --- | ----------- |
| 1977 | Lieder und Träume               | AT13 (12 Wo.)AT |             |
| 1980 | Träume sind nicht verboten      | AT2 (12 Wo.)AT |             |
| 1981 | Unsere Lieder                   | AT3 (10 Wo.)AT |             |
| 1983 | Liebe kommt, Liebe geht         | AT— PlatinAT |             |
| 1984 | Die Sonne kommt wieder          | AT13 (6 Wo.)AT |             |
| 1988 | Evergreens                      | AT— GoldAT |             |
| 2013 | 50 Jahre - Immer noch Gänsehaut | AT67 (2 Wo.)AT |             |
| 2024 | Das Beste zum Jubiläum          | AT40 (2 Wo.)AT | Doppel-CD   |

Weitere Alben
- 1979: Lieder für dich
- 1982: Nr. 5
- 1982: Weiße Weihnachten mit den White Stars
- 1985: Ihre goldenen Erfolge (AT: Gold[3])
- 1986: Ich wär so gern bei dir
- 1987: Alles dreht sich um die Liebe
- 1988: Weil ich dich liebe, bin ich treu
- 1989: Sommerträume
- 1989: Ich war nie ein Casanova
- 1990: Mein allerschönster Traum
- 1990: Amore – das heißt, dich zu lieben
- 1990: Ein Abend mit den White Stars
- 1991: Lieben Sie Evergreens
- 1992: Die größten Erfolge
- 1992: Es gibt nie mehr ein Goodbye
- 1993: Du bist wie die Sonne
- 1997: The Best of White Stars
- 2004: 40 Jahre – 40 Lieder
- 2011: Du bist mein Superstar
- 2016: Weiße Weihnacht mit den White Stars (Download-Album)
- 2017: White Stars – 1977–1990: Ihre größten Hits (Download-Album mit 4 CDs)
- 2022: White Stars – Lieben Sie Evergreens? (Download-Album mit 32 Evergreens)
- 2024: White Stars - Weiße Weihnachten (Audio-CD MCP)

### Singles
| Jahr | Titel Album                                         | Höchstplatzierung, Gesamtwochen, AuszeichnungChartsChartplatzierungen (Jahr, Titel, Album, Platzierungen, Wochen, Auszeichnungen, Anmerkungen) | Anmerkungen |
| Jahr | Titel Album                                         | AT | Anmerkungen |
| ---- | --------------------------------------------------- | --- | ----------- |
| 1980 | Ich war nie ein Casanova Träume sind nicht verboten | AT9 (10 Wo.)AT |             |

Weitere Singles
- 1966: Du bist wieder da
- 1968: Was dir fehlt ist Liebe
- 1971: Addio Amore
- 1976: Good Old Rock and Roll
- 1976: Sunshine Lady
- 1977: Nie mehr
- 1977: Du bist mein Traum

50 Jahre White Stars (2013)

- 1977: Ave Maria (Glocken der Liebe)
- 1977: Junges Mädchen, weine nicht
- 1978: A Thousand Years
- 1979: Bye, Bye Little Lady
- 1979: Es war doch nur Liebe
- 1981: Sunny, Sunny, I Love You
- 1981: Lady Blue
- 1981: Primaballerina
- 1982: Weiße Weihnacht (White Christmas)
- 1982: Ich muss ein Fremder für dich sein
- 1982: Ich bin ein treuer Mann
- 1983: SK Sturm-Hymne (Hier regiert der SK Sturm)
- 1983: Wenn du auch kein Engel bist
- 1984: Die Nummer eins in meinem Leben
- 1985: Ciao Amore
- 1986: Bitte kumm ham
- 1988: Hallo, Fräulein Unbekannt
- 1989: Es war ein Sommertraum
- 1990: Mein allerschönster Traum bist du
- 1992: Du bist a echter Goldschatz für mi
- 1993: Du (gibst mir den Mut zum Lieben)
- 2013: Ticket nach Hawaii

## Auszeichnungen
- 11× Gold in Österreich
- 2× Platin in Österreich

- 1× Kristall für über 500 000 verkaufter Tonträger in Österreich (Ariola Wien)
- das Goldene Ehrenzeichen des Landes Steiermark (1988)
- das Goldene Ehrenzeichen der Stadt Graz (1988)
- den Erzherzog Johann Award (2009)
- EUROSTAR von AKM/VÖV für besondere Verdienste in der Musik verliehen (2015)
- SMAGO!-Legenden-Award 2023